# Гергард Тріпель
Карл Август Гуго Гергард Тріпель, знаний Шульце (нім. Karl August Hugo Gerhard Triepel genannt Schulze; 27 серпня 1883, Гіфгорн — 25 лютого 1974, Гослар) — німецький офіцер, генерал-майор вермахту. Кавалер Німецького хреста в золоті.

## Біографія
Син власника друкарні доктора філософії Фердинанда Тріпеля і його дружини Антонії, уродженої Фінстервальдер. 11 березня 1903 року вступив в Прусську армію. Учасник Першої світової війни. Після демобілізації армії залишений в рейхсвері. 31 січня 1933 року вийшов у відставку. 1 жовтня 1933 року вступив в службу комплектування. З 28 серпня 1939 року — командир 214-го артилерійського полку. З 1 листопада 1939 року — навчальний керівник училища командирів батарей в Ордруфі. З 1 грудня 1939 року — 15-го запасного артилерійського, з 10 січня 1940 року — 230-го, з 15 листопада 1940 по 5 березня 1942 року — 319-го артилерійського полку, з 10 червня 1942 року — 785-го артилерійського полку особливого призначення, з 20 жовтня 1943 року — 647-го, з 20 листопада 1943 року — 644-го, з 20 грудня 1943 року — 1261-го артилерійського полку, з 14 серпня 1944 року — 485-го, з 3 листопада 1944 року — 458-го, з 1 березня 1945 року — 464-го артилерійського командування. 21 червня 1945 року заарештований окупаційною владою союзників. 1 жовтня 1947 року звільнений.

## Звання
- Лейтенант (19 серпня 1904; патент від 19 серпня 1903)
- Оберлейтенант (18 серпня 1912)
- Гауптман (28 листопада 1914)
- Ротмістр (1 жовтня 1925)
- Майор (1 квітня 1926)
- Оберстлейтенант (1 лютого 1931)
- Оберст запасу у відставці (1 лютого 1933)
- Оберст служби комплектування запасу (5 березня 1935)
- Оберст (1 березня 1943)
- Генерал-майор (9 листопада 1944)

## Нагороди
- Орден Корони (Пруссія) 4-го класу
- Залізний хрест 2-го і 1-го класу
- Військовий Хрест Фрідріха-Августа (Ольденбург) 2-го і 1-го класу
- Королівський орден дому Гогенцоллернів, лицарський хрест з мечами
- Нагрудний знак «За поранення» в чорному
- Нагрудний знак водія 1-го класу (1923)
- Німецький імперський спортивний знак в бронзі (1924)
- Нагрудний знак планериста ступеня C (1933)
- Почесний хрест ветерана війни з мечами
- Медаль «За вислугу років у Вермахті» 4-го, 3-го, 2-го і 1-го класу (25 років)
- Застібка до Залізного хреста
  - 2-го класу (19 червня 1940)
  - 1-го класу (11 вересня 1942)
- Нарукавний знак «За знищений танк» (14 вересня 1944)
- Німецький хрест в золоті (16 жовтня 1944)